# Gwóźdź

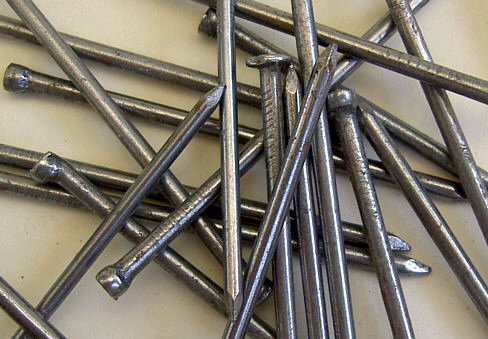
Gwoździe

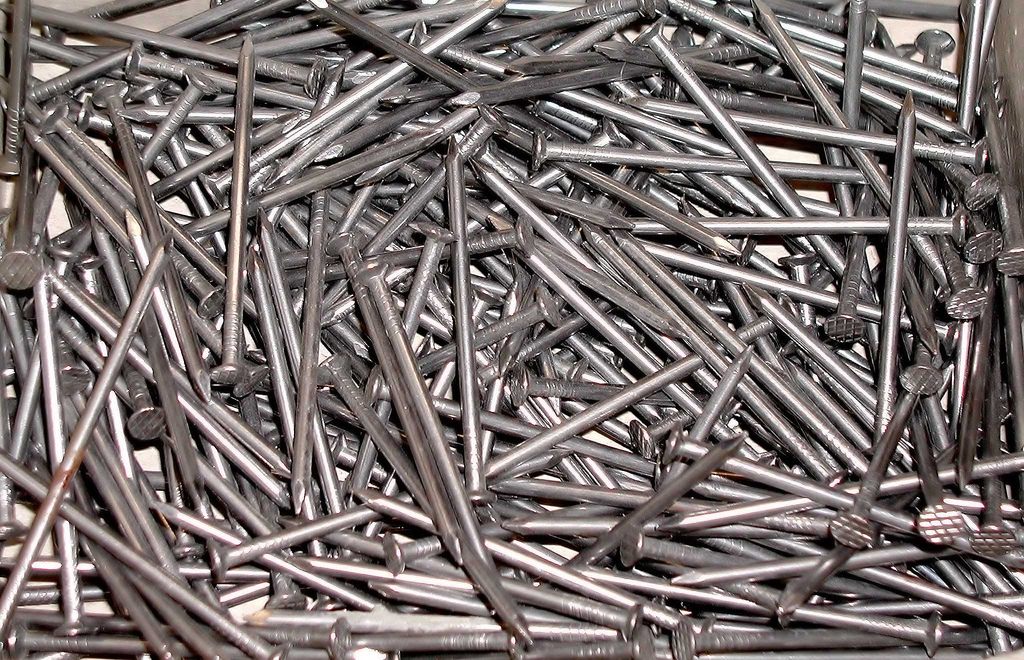
Gwoździe

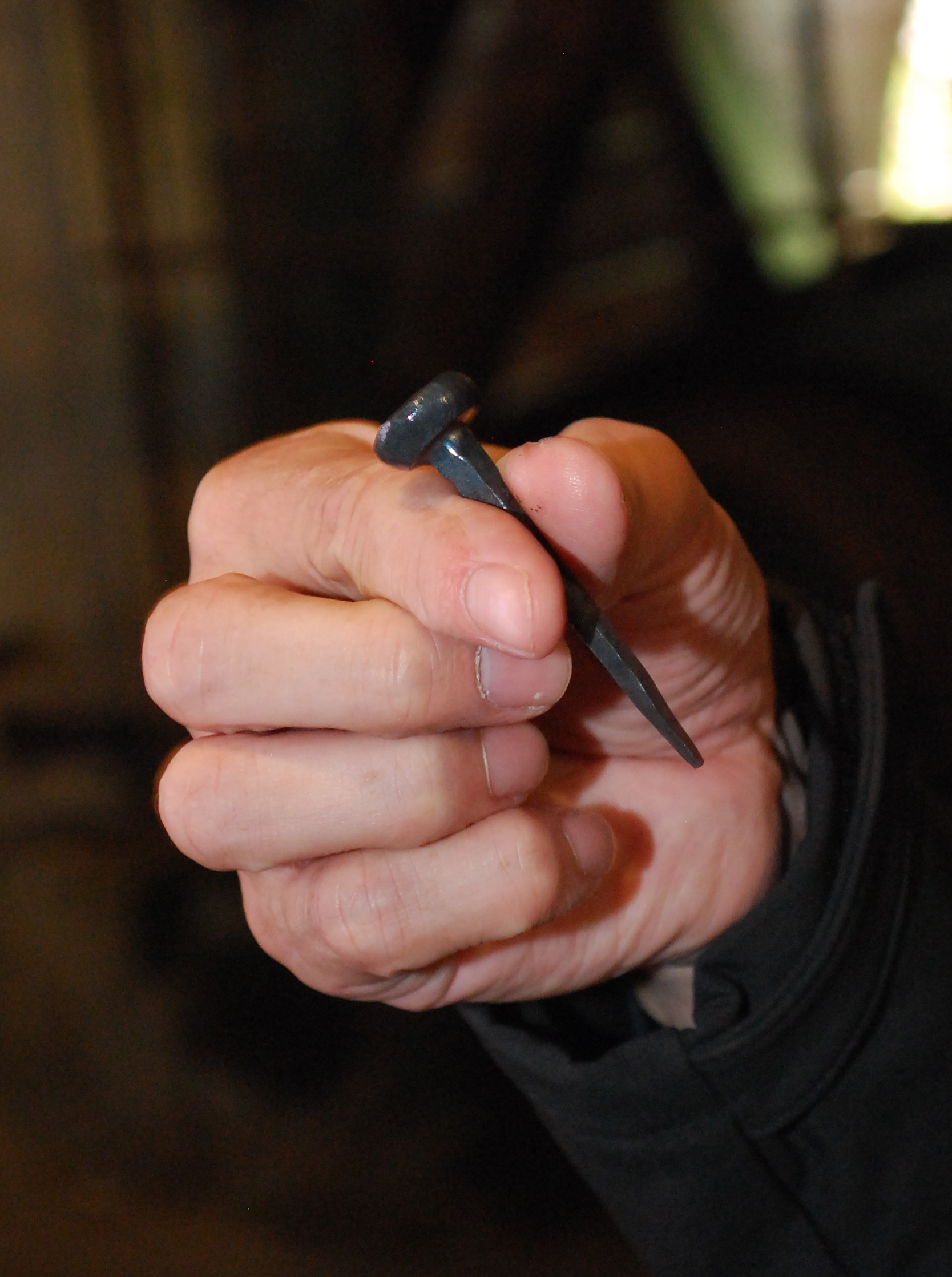
Ręcznie wykonany gwóźdź

Gwóźdź – wykonany z metalu trzpień zaostrzony z jednej strony, z drugiej zakończony płaskim łbem. Gwóźdź służy do łączenia różnych elementów (zazwyczaj drewna). Połączenie jest utrzymywane dzięki siłom tarcia działającym wzdłuż osi gwoździa oraz dzięki sztywności trzpienia. Początkowo gwoździe były wykonywane z kutej miedzi, następnie z kutej stali. Obecnie gwoździe wykonywane są przede wszystkim ze stalowego drutu. W Polsce pierwsze maszyny do produkcji gwoździ pojawiły się w XIX wieku.
Obecnie różne rodzaje gwoździ i sposoby ich wykonywania są objęte Polskimi Normami min: PN-EN 10230-1:2003 – Gwoździe z drutu stalowego, PN-EN 10230-1 – Gwoździe budowlane.
Do wbijania gwoździ używany jest młotek lub gwoździarka.
Ze względu na typy i przeznaczenie gwoździe według PN dzielimy na:
- Grupy, według podstawowego przeznaczenia
- Podgrupy, według szczegółowego zastosowania
- Rodzaje, według cech konstrukcyjnych.

## Materiały
Gwoździe wykonywane są z:
- stali
- miedzi
- mosiądzu
- aluminium

Gwoździe mogą być niczym nie pokryte lub mogą być:
- miedziowane,
- cynkowane,
- pokrywane tworzywami sztucznymi.

## Rodzaje gwoździ

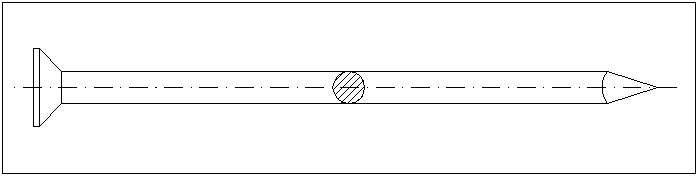
Gwóźdź budowlany okrągły

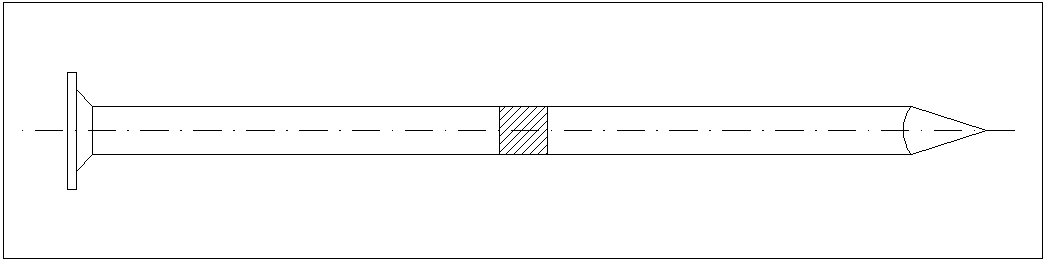
Gwóźdź budowlany kwadratowy

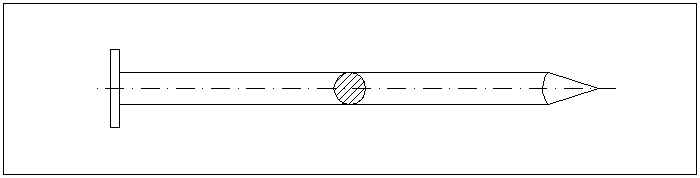
Gwóźdź budowlany papowy

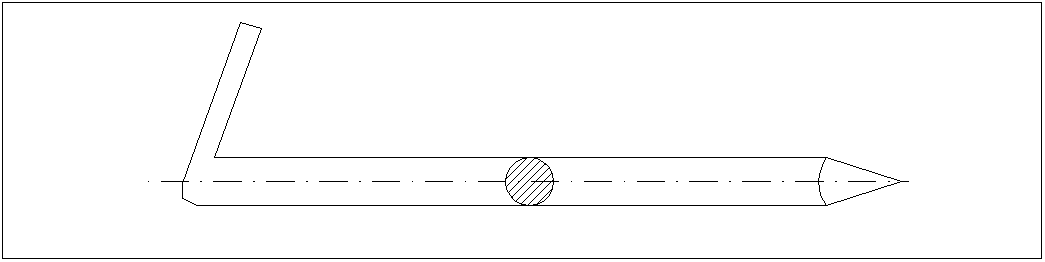
Gwóźdź budowlany sufitowy

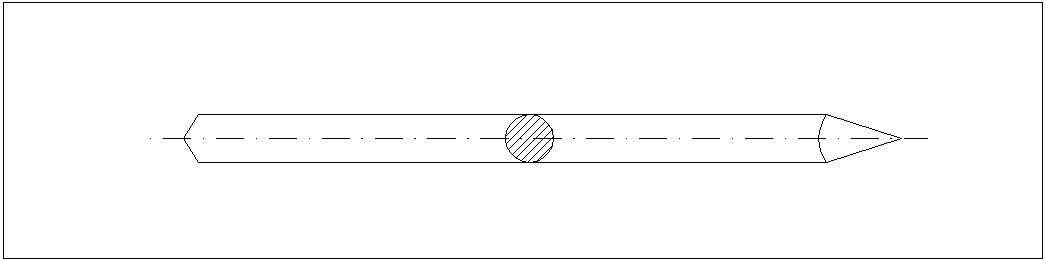
Gwóźdź budowlany zawiasowy

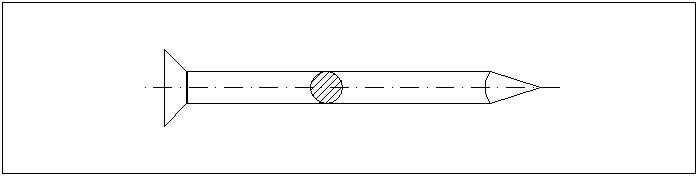
Gwóźdź narożnikowy

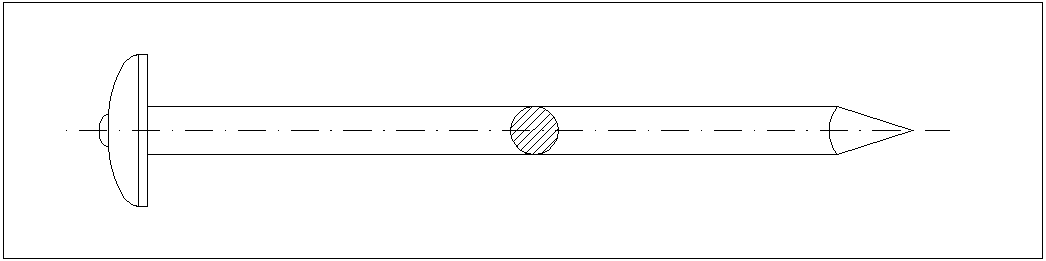
Gwóźdź budowlany z trzpieniem okrągłym

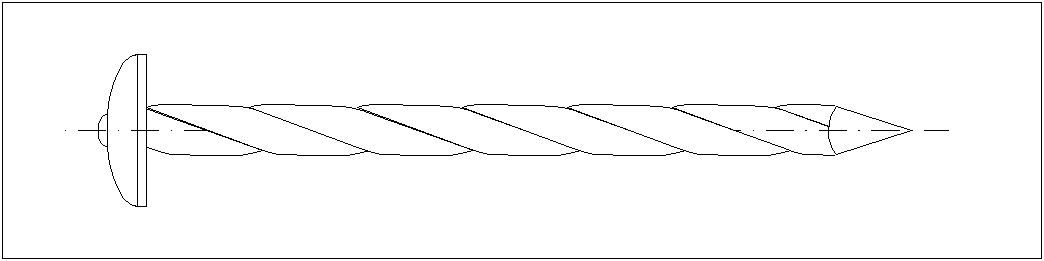
Gwóźdź budowlany z trzpieniem kwadratowym skręconym

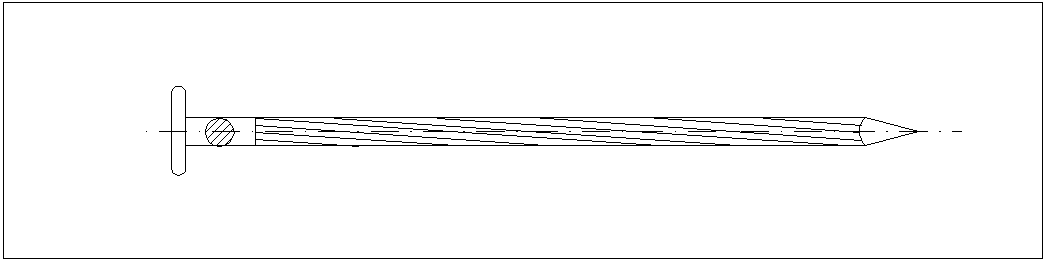
Gwóźdź walcowany hartowany z główką płaską

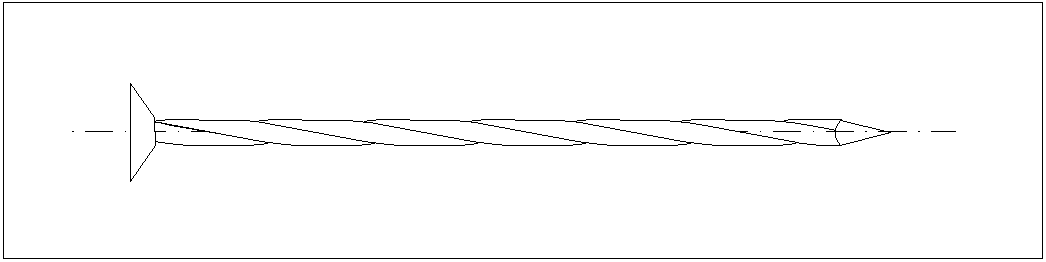
Gwóźdź paletowy kwadratowy skręcany

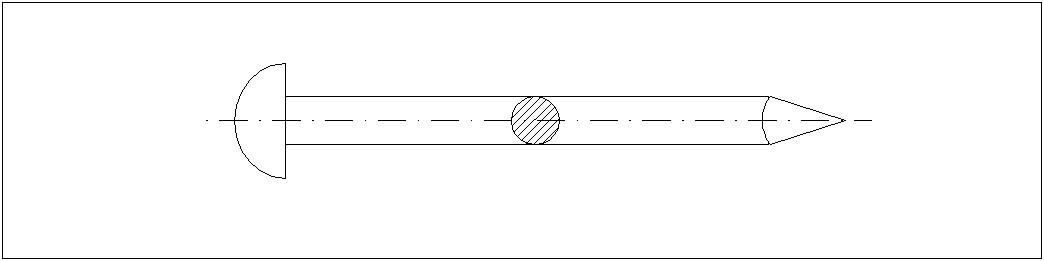
Gwóźdź stolarski z główką półkulistą

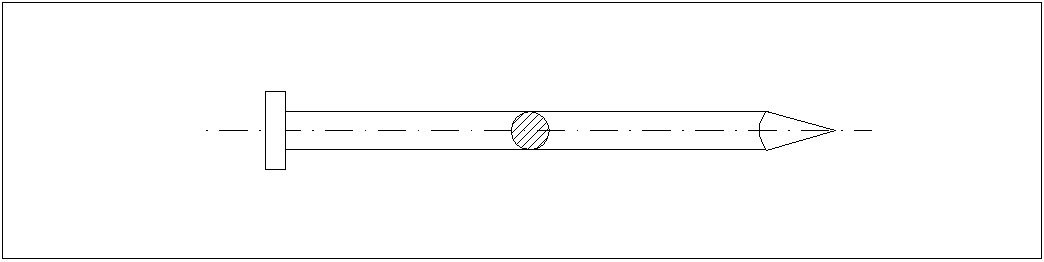
Gwóźdź stolarski druciak

Gwoździe w zależności od przeznaczenia i kształtu dzieli się na:
- Gwoździe budowlane – najliczniejsza i najczęściej używana grupa gwoździ
  - okrągłe – przeznaczone do robót ciesielskich i stolarskich. Wykonywane z ciągnionego, twardego drutu (najczęściej stalowego) o przekroju okrągłym. Średnice trzpienia zawierają się najczęściej w zakresie 2,0 do 9,0 mm a długość od 40 do 300 mm.
  - kwadratowe – przeznaczone do robót ciesielskich i stolarskich. Wykonywane z drutu ciągnionego o przekroju kwadratowym. Przekrój to najczęściej 2,0 do 8,0 mm a długość 40 do 300 mm.
  - papowe – przeznaczone przede wszystkim do robót dekarskich (krycie dachów papą). Charakteryzują się dużą średnicą główki. Główka ma średnicę będącą co najmniej trzykrotnością średnicy trzpienia. Duża średnica główki jest niezbędna do przytrzymania papy na dachu. Gwoździe papowe są stosowane czasem do prac tapicerskich. Od oryginalnych gwoździ tapicerskich różnią się płaskim łbem.
  - sufitowe – przeznaczone do przymocowania materiałów o luźnej strukturze jak trzcina do ścian i sufitów drewnianych. Gwóźdź wykonany jest w kształcie haka, którego zgięta część jest spłaszczona.
  - zawiasowe – różnią się od tradycyjnych gwoździ brakiem główki. Przeznaczone są do mocowania starego typu zawiasów okiennych i drzwiowych.
  - narożnikowe – przeznaczone do mocowania narożników okiennych (wzmacniających drewniane ramy okienne).
  - z trzpieniem
    - okrągłym – przeznaczone do prac budowlanych w ciepłych krajach. Posiadają dużą główkę wycięta wykrojnikiem z taśmy, którą następnie przynitowuje się w procesie produkcyjnym do trzpienia z drutu o niskich własnościach wytrzymałościowych. Gwoździe najczęściej są ocynkowane
    - kwadratowym – skręcone lub proste – wykonywane podobnie, jak z trzpieniem okrągłym. Stosowane m.in. w budownictwie do przytwierdzania przewodów na ścianach. Mogą mieć trzpień gładki lub trzpień może mieć nawalcowane wzdłużne rowki. Rowki mogą mieć również kształt gwintu. Gwoździe są hartowane. Posiadają główkę płaską lub stożkową.

  - walcowane hartowane z główką – Przeznaczone do połączenia konstrukcji drewnianej z murem. Na trzpieniu mają nawalcowania. Są hartowane, odpuszczane i bębnowane.
    - płaską
    - stożkową

  - paletowe walcowane z główką – Główka może być płaska lub kratkowana. Służą do zbijania drewnianych palet. Trzpień wykonany jest z drutu o przekroju kwadratowym poprzez skręcenie lub z drutu okrągłego przez walcowanie. Skręcenie lub nawalcowanie może być wykonane na całej długości gwoździa lub na części trzpienia.
    - płaską
    - stożkową

  - paletowe kwadratowe skręcane
- Gwoździe stolarskie i ogólnego przeznaczenia
  - z główką półkolistą
  - druciaki
  - stolarskie
  - walcowane pierścieniowo z główką
    - płaską
    - stożkową

  - skobelki
  - tapicerskie i pasowe z drutu
  - tapicerskie z taśmy
- Gwoździe bednarskie
  - dyble bednarskie
  - haczyki do beczek
- Gwoździe szewskie
  - teksy
    - z drutu maszynowe z ostrzem czworograniastym z główką płaską
    - z drutu maszynowe z ostrzem mieczykowatym z główką płaską
    - ręczne z drutu z główką płaską
    - ręczne z drutu z główką płaską

  - do obcasów
  - do mocowania czubków i podeszew gumowych
  - ochronne do mocowania okuć
  - ryflowane z ostrzem czworograniastym
  - okrągłe z wydłużonym ostrzem i główka półkolistą
  - z ostrzem mieczykowatym
- Gwoździe ochronne i do przymocowywania okuć
  - do blaszek
  - do podkówek
- Gwoździe specjalne
  - hartowane do instalacji elektrycznej
  - formierskie (szpilki formierskie)
  - do wieszaków
  - cechowniki do znakowania podkładów i słupów drewnianych
  - do harmonijek
  - podkowiaki (hufnale)

Obecnie, przy pracach wymagających szybkiego wbijania gwoździ w dużych ilościach stosuje się gwoździarki elektryczne lub pneumatyczne, które używają specjalnie przygotowanych gwoździ, połączonych plastikową taśmą bądź drutem. Łączenie takie nazywa się koletowaniem i wykonuje się je za pomocą koletownic stacjonarnych automatycznych bądź półautomatycznych.